# Europa Cup (korfbal) 1988
De Europacup korfbal 1988 was de eerste keer in de historie dat dit internationale korfbaltoernooi alleen in de zaal werd gespeeld. In 1987 werd geen Europacup gespeeld. In deze editie speelden zeven teams, met teams uit Nederland, België, Duitsland, Verenigd Koninkrijk, Spanje en Portugal.

## Deelnemers
Poule A
| Club        | Plaats    | Poule |
| ----------- | --------- | ----- |
| Mitcham     | Londen    | A     |
| AKC         | Antwerpen | A     |
| ISEF Lisboa | Lissabon  | A     |

Poule B
| Club              | Plaats         | Poule |
| ----------------- | -------------- | ----- |
| Oost-Arnhem       | Arnhem         | B     |
| Marbella Juventud | Marbella       | B     |
| Adler Rauxel      | Castrop-Rauxel | B     |
| Orleans           | Orléans        | B     |

## Poule Fase Wedstrijden
Poule A
| Thuisploeg  |   | Uitploeg    | Uitslag |
| ----------- | - | ----------- | ------- |
| AKC         | - | ISEF Lisboa | 17-10   |
| ISEF Lisboa | - | Mitcham     | 9-10    |
| AKC         | - | Mitcham     | 21-6    |

Poule B
| Thuisploeg   |   | Uitploeg          | Uitslag |
| ------------ | - | ----------------- | ------- |
| Orleans      | - | Oost-Arnhem       | 6-24    |
| Adler Rauxel | - | Marbella Juventud | 10-2    |
| Orleans      | - | Marbella Juventud | 3-21    |
| Oost-Arnhem  | - | Adler Rauxel      | 23-3    |

## Finales
| 5e&6e plaats |             |    |
|              |             |    |
|              | Orleans     | 6  |
|              | ISEF Lisboa | 17 |

| 3e&4e plaats |              |    |
|              |              |    |
|              | Adler Rauxel | 10 |
|              | Mitcham      | 6  |

| Finale |             |    |
|        |             |    |
|        | Oost-Arnhem | 17 |
|        | AKC         | 11 |

| Kampioen EuropaCup 1988  |
| ------------------------ |
| Oost-Arnhem Eerste titel |

## Eindklassement
| Positie | Club              |
| ------- | ----------------- |
| Goud    | Oost-Arnhem       |
| Zilver  | AKC               |
| Brons   | Adler Rauxel      |
| 4       | Mitcham           |
| 5       | ISEF Lisboa       |
| 6       | Orleans           |
| 7       | Marbella Juventud |